# 澎湖二崁陳宅
二崁陳宅，又名二崁陳家大厝，位於臺灣澎湖縣西嶼鄉二崁村，由陳嶺（1872年－1948年）、陳邦（1875年－1959年）昆仲所建。建築形制為三間三進宅院，屬閩洋折衷式樣建築。於1988年公告為澎湖縣縣定古蹟。

## 歷史
澎湖人氏陳嶺、陳邦兄弟於1887年渡海赴臺，初期從事酒廠工作，之後轉業，至金協源漢藥鋪學習藥理。學成後，即於臺南經營元益藥鋪取得成功，因而獲得「澎湖嶺」與「邦伯」之稱，陳氏兄弟後乃返鄉興築陳家大厝，由池東匠師陳媽挺主持施工。建築大厝時，先建二、三進，最後再興建第一進，並在1912年竣工。

## 空間配置
二崁陳宅位於村落中央，坐東南朝西北，融合閩南式建築與澎湖地方建築特色，並反映日治時期西洋歷史式樣建築之影響，成為閩洋折衷式樣建築。依建築中軸線之安排，依次為門廳、正廳、後堂等三個主要空間，每一進配置院落，寬敞明亮。

## 建築設計
建築主要以澎湖咾咕石與玄武岩組成，外觀厚實。大門除楹聯與門額外，尚有造型浮雕、吉祥花磚等裝飾。第一進以洋式建築風格為主，二、三進則使用傳統閩南建築手法。正立面巴洛克式的半圓形門樓上，以老鷹意寓「雄鷹飛天」；燈甕臺語為「丁」，時鐘拆字可得「金童」二字，都有保祐家丁興旺的意思。

## 現況
目前為私人擁有，並開放收費參觀。

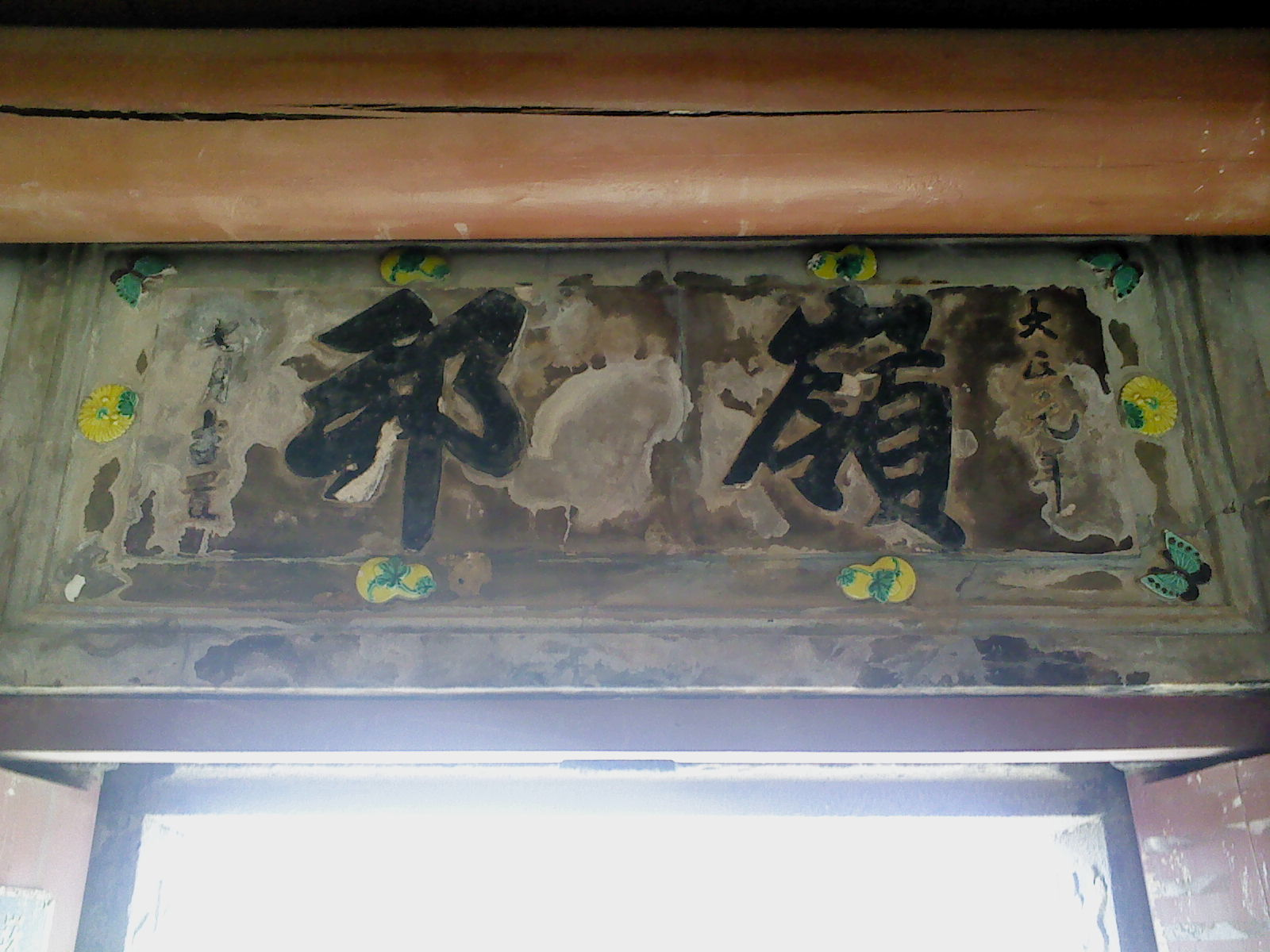
陳嶺、陳邦昆仲名字牌匾
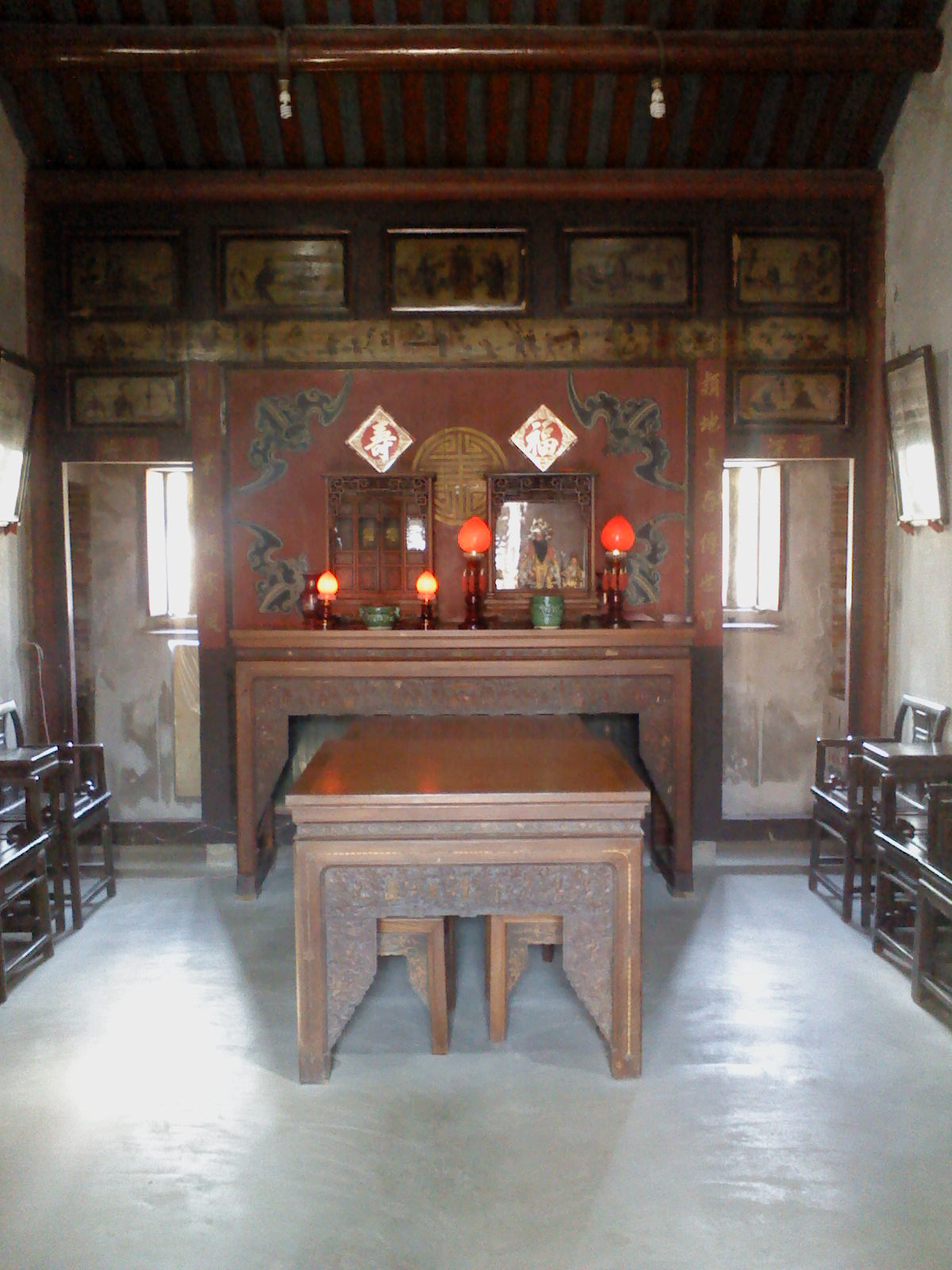
澎湖二崁陳宅公媽廳
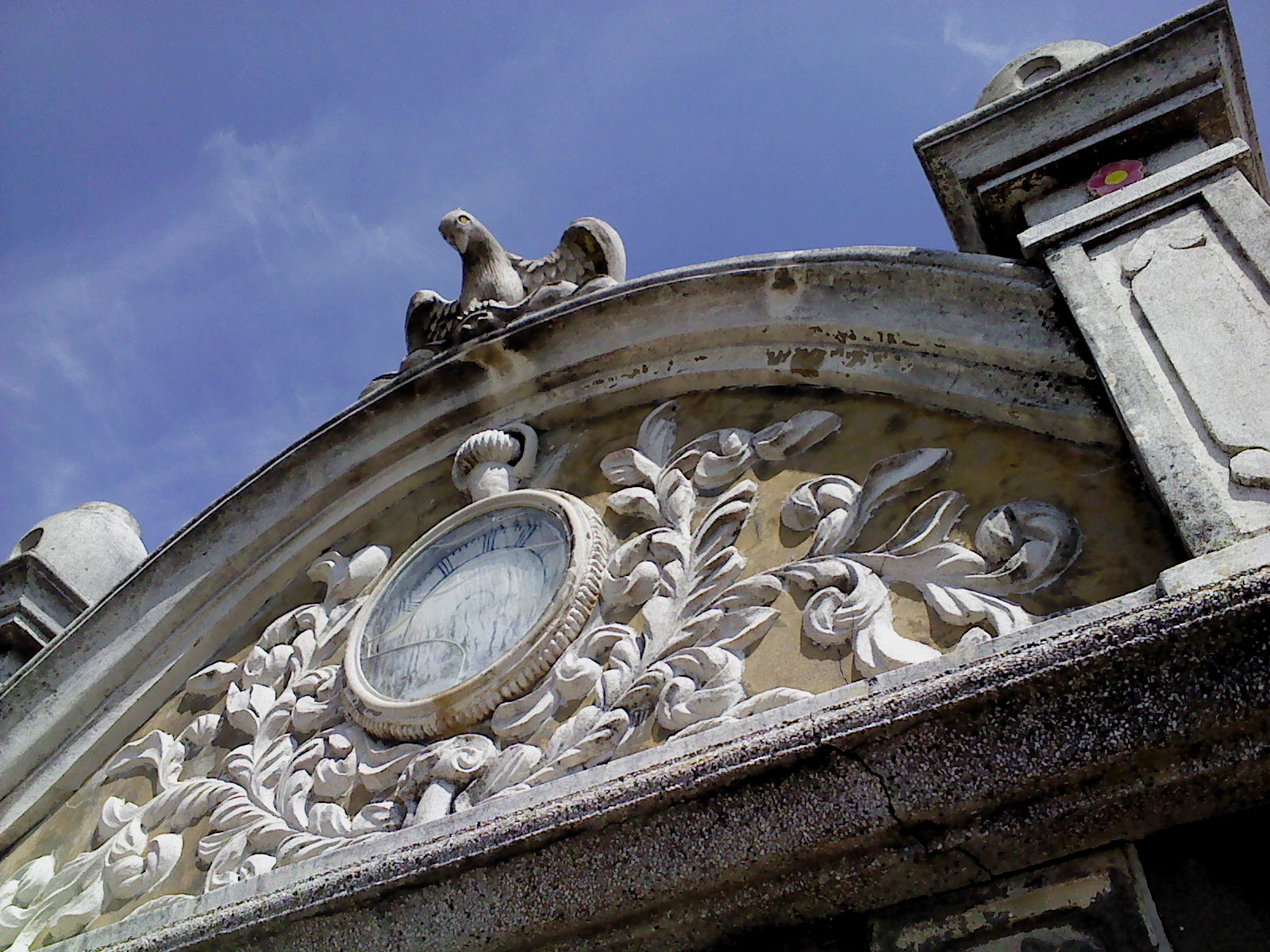
澎湖二崁陳宅第一進大門山牆

## 外部連結
- 二崁陳宅 - 澎湖知識服務平台 （页面存档备份，存于）
- 二崁陳宅 -  文化部iCulture-文化空間 （页面存档备份，存于）